# Nationalpark Harz
Der Nationalpark Harz ist einer der größten Waldnationalparks in Deutschland. Er wurde durch den Zusammenschluss zweier einzelner Nationalparks in Niedersachsen und Sachsen-Anhalt im Jahr 2006 gegründet. Mit seinen 247,03 km² (ca. 158 km² in Niedersachsen und 89 km² in Sachsen-Anhalt) umfasst er ungefähr zehn Prozent der Gesamtfläche des Harzes rund um den Brocken, von Herzberg im Süden bis Bad Harzburg und Ilsenburg (Harz) im Norden. Der Park ist von der IUCN international anerkannt und Teil des europäischen Schutzgebietssystems Natura 2000. Etwa 97 Prozent des Gebietes sind von Wäldern, vor allem Fichten- und Buchenwäldern bedeckt. Neben den ausgedehnten Waldgebieten nehmen Moore wegen ihrer besonderen Ausprägung eine herausragende Stellung ein. Landschaftsprägend sind ferner Granitklippen und Bergbäche.

## Geographische Lage
Der Nationalpark Harz liegt im westlichen Teil des Harzes (siehe Oberharz) und erstreckt sich von Wernigerode und Ilsenburg im Norden bis Herzberg und Bad Lauterberg im Süden. In seinen Randgebieten liegt der Park auf Höhen von 230 m im Norden bis 270 m im Süden und steigt bis auf 1141,2 m ü. NHN am Gipfel des Brocken an.
Auf dem Gebiet des Nationalparks liegen die Quellgebiete mehrerer Flüsse wie der Bode, der Oder oder der Ilse. Die Oder fließt durch den Oderteich und speist die an der südöstlichen Grenze des Parkes gelegene Odertalsperre. Weitere Talsperren und stehende Gewässer innerhalb oder am Rand des Nationalparks sind unter anderem die Eckertalsperre und der Silberteich. Die höchsten Erhebungen sind der Brocken, der Bruchberg und der Achtermann.

## Geschichte
Der heutige länderübergreifende Nationalpark Harz entstand am 1. Januar 2006 durch die Fusion des gleichnamigen Nationalparks Harz in Niedersachsen und des Nationalparks Hochharz in Sachsen-Anhalt. Leiter des Großschutzgebietes ist seit der Fusion Andreas Pusch. Seit dem 1. August 2021 ist der neue Leiter Roland Pietsch.
Der Nationalpark Hochharz wurde am 1. Oktober 1990 zwei Tage vor der Deutschen Wiedervereinigung aufgrund eines Ministerratsbeschlusses der DDR-Regierung zum Nationalparkprogramm eingerichtet. Der Park umfasste den östlichen Hochharz rund um den Brocken zwischen Eckertalsperre, Hohnekamm und Schierke, später erweitert nach Ilsenburg. Die Region ist geprägt von einer wenig berührten Pflanzen- und Tierwelt, was sich vor allem auf den jahrhundertelang forstwirtschaftlich ungenutzten sogenannten „Brockenurwald“ und die Lage direkt an der ehemaligen deutsch-deutschen Grenze zurückführen lässt. In der DDR-Zeit war der Brocken bis 1961 mit einem leicht zu erlangenden Passierschein zugänglich. Ab dem 13. August 1961 wurde er zum Sperrgebiet, dadurch gab es keine touristische Nutzung mehr. Seit den 1970er Jahren zeigten sich auch im Harz Waldprobleme wie Borkenkäfer oder Pilzbefall. Im Zuge der Aufbruchstimmung zur Wendezeit waren auch sie es, die den Anstoß zur Einrichtung des Nationalparks gaben. Am 1. Januar 1991 nahm die Nationalparkverwaltung in Wernigerode unter der Leitung von Hubertus Hlawatsch ihren Dienst auf. Als Nachfolger von Hubertus Hlawatsch fungierte Peter Gaffert von 1995 bis zur Fusion mit dem westlichen Nationalpark Harz (2006).
Der niedersächsische Teil des Parks wurde am 1. Januar 1994 nach vierjähriger Vorbereitung ins Leben gerufen. Gründungsleiter war Wolf-Eberhard Barth. Obwohl man schon seit der Wende von einem gemeinsamen Nationalparkprojekt beider Länder sprach, dauerte es noch weitere zwölf Jahre bis zur Umsetzung.
Der Nationalpark Harz gehört dem europäischen Dachverband EUROPARC Federation an, einem Verbund von Nationalparken, Biosphärenreservaten und Naturparken. Er beschäftigt sich unter anderem mit Informationsaustausch, Fortbildung, Öffentlichkeitsarbeit und Lobbyarbeit. Die deutsche Sektion EUROPARC Deutschland e. V. dieses Dachverbands hat auch den Verbund vieler Großschutzgebiete in Deutschland organisiert.
2005 ist der Nationalpark in die Europäische Charta für nachhaltigen Tourismus in Schutzgebieten aufgenommen worden.
Momentan beschäftigt der Nationalpark 160 Mitarbeiter, die in den Nationalpark-Verwaltungsstellen Wernigerode (Zentrale), der Außenstelle in Sankt Andreasberg OT Oderhaus sowie in der Fläche arbeiten. In der Zentrale sind die folgenden Fachbereiche beheimatet: Allgemeine Verwaltung, Naturschutz, Forschung und Dokumentation und Öffentlichkeitsarbeit. Der Fachbereich Waldbehandlung und Wildbestandsregulierung befindet sich in Sankt Andreasberg. Die Mitarbeiter der Nationalparkwacht, welche auch als Ranger bezeichnet werden, machen Führungen und nehmen Aufgaben in der Öffentlichkeitsarbeit und Umweltbildung wahr, bis hin zur Betreuung von Infostellen und Nationalparkhäusern.
Zusätzlich befindet sich im Nationalparkhaus in Sankt Andreasberg das Nationalpark-Bildungszentrum. Das Bildungszentrum und die Ranger arbeiten eng zusammen. Zu den Aufgaben des Bildungszentrum gehört vor allem die Wildnisbildung.

## Zonierung

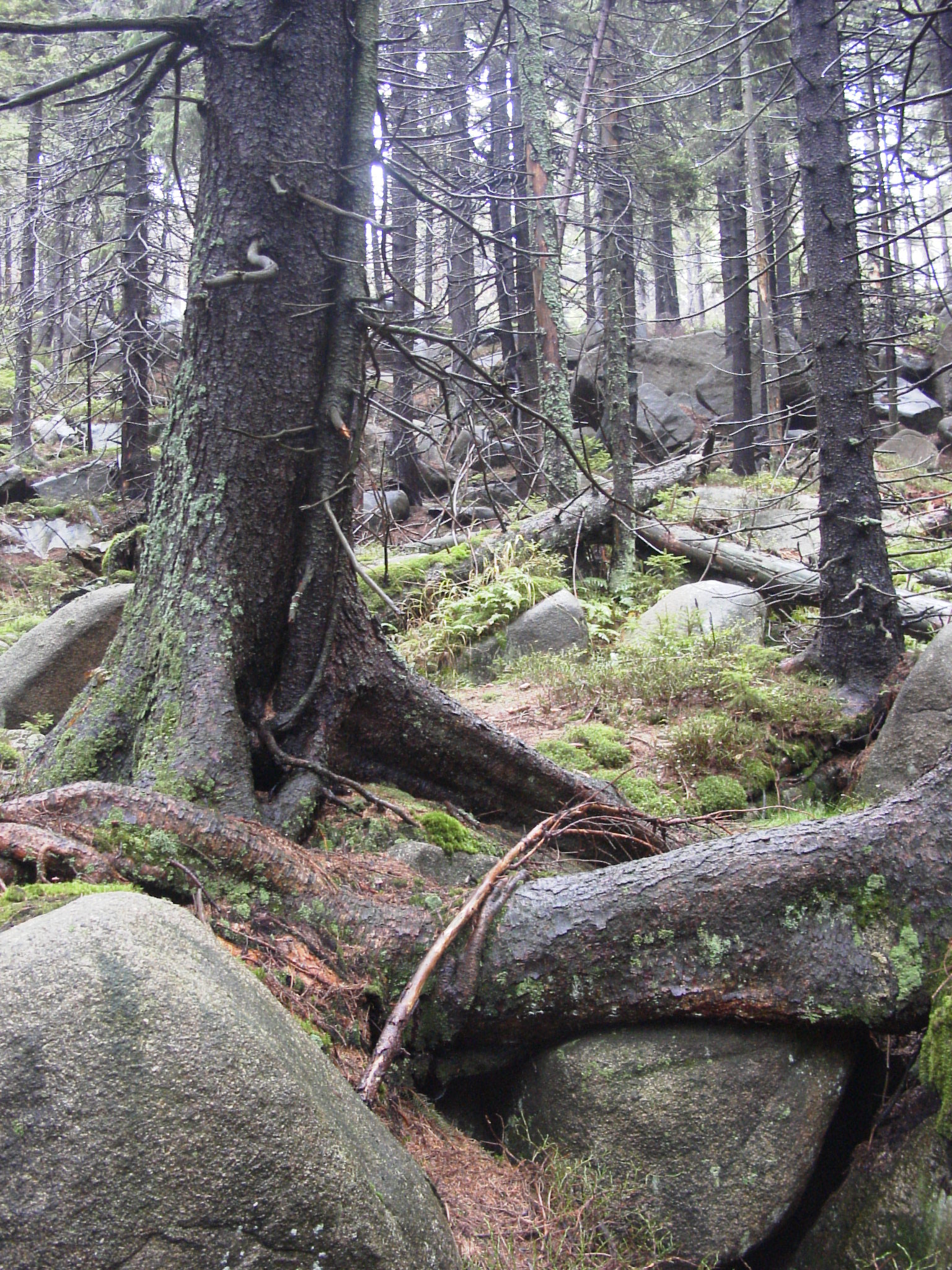
Urwald im Nationalpark

Der Nationalpark Harz ist von der IUCN als Nationalpark (Schutzgebiet der Kategorie II nach IUCN-System) anerkannt. Dafür müssen nach den Richtlinien mindestens 75 Prozent der Fläche als Naturdynamikzone (Kernzone) ausgewiesen sein. In dieser Zone wird die Natur vollständig sich selbst überlassen. Ist dieser Flächenanteil nicht erreicht, können die Gebiete als sogenannte Entwicklungsnationalparke eingestuft werden, wenn sie diese Vorgaben innerhalb von 30 Jahren erfüllen.
Der Nationalpark Harz gilt als Entwicklungsnationalpark. In einem fünfjährigen Rhythmus wird die Gebietsgliederung aktualisiert. Mit Stand 1. Januar 2021 sind 70 Prozent der Fläche des Nationalparks als Naturdynamikzone ausgewiesen. Ziel war es, bis 2022 die 75 Prozent-Hürde zu überschreiten. Die nächste Überarbeitung der Gliederung steht für 2026 an.
29 Prozent der Nationalparkfläche waren 2021 noch Naturentwicklungszone. Hier werden Maßnahmen entsprechend dem Waldentwicklungskonzept durchgeführt. Ziel ist es, möglichst große Teile dieser Naturentwicklungszone in die Naturdynamikzone zu übergeben.
Ein Prozent der Fläche gilt als Nutzungszone. Hierzu zählen touristische oder kulturhistorisch wichtige Flächen wie die Brockenkuppe, Bergwiesen und Schwermetallrasen oder die Flächen der Oberharzer Wasserwirtschaft. Hier werden auch in Zukunft Pflegemaßnahmen stattfinden.
Innerhalb einer 500 m breiten Zone um den Nationalpark herum werden zum Schutz der angrenzenden Waldgebiete Borkenkäfer bekämpft.

## Klimatische Verhältnisse
Auf dem Brocken herrschen besondere klimatische Verhältnisse. Im rauen Klima des Harzes liegt die natürliche Baumgrenze bei 1100 m Höhe, der Gipfel des Brockens mit seinen 1141,2 m ist daher baumlos. Zwischen den flechtenüberzogenen Gesteinshalden des Harzes wächst eine tundrenartige Heidevegetation, die dem häufigen Nebel, den niedrigen Temperaturen und 300 Regen- und Schneetagen angepasst ist. Aufgrund der vielen Niederschläge in den Berglagen zählt der Harz zu den wasserreichsten Regionen Deutschlands.
An Nebeltagen lässt sich auf dem Brocken neben Halos extrem selten auch das „Brockengespenst“ beobachten. Letzteres ist ein optischer Effekt, bei dem Gegenstände überdimensional auf den Nebel projiziert werden.

## Ökologie

### Flora

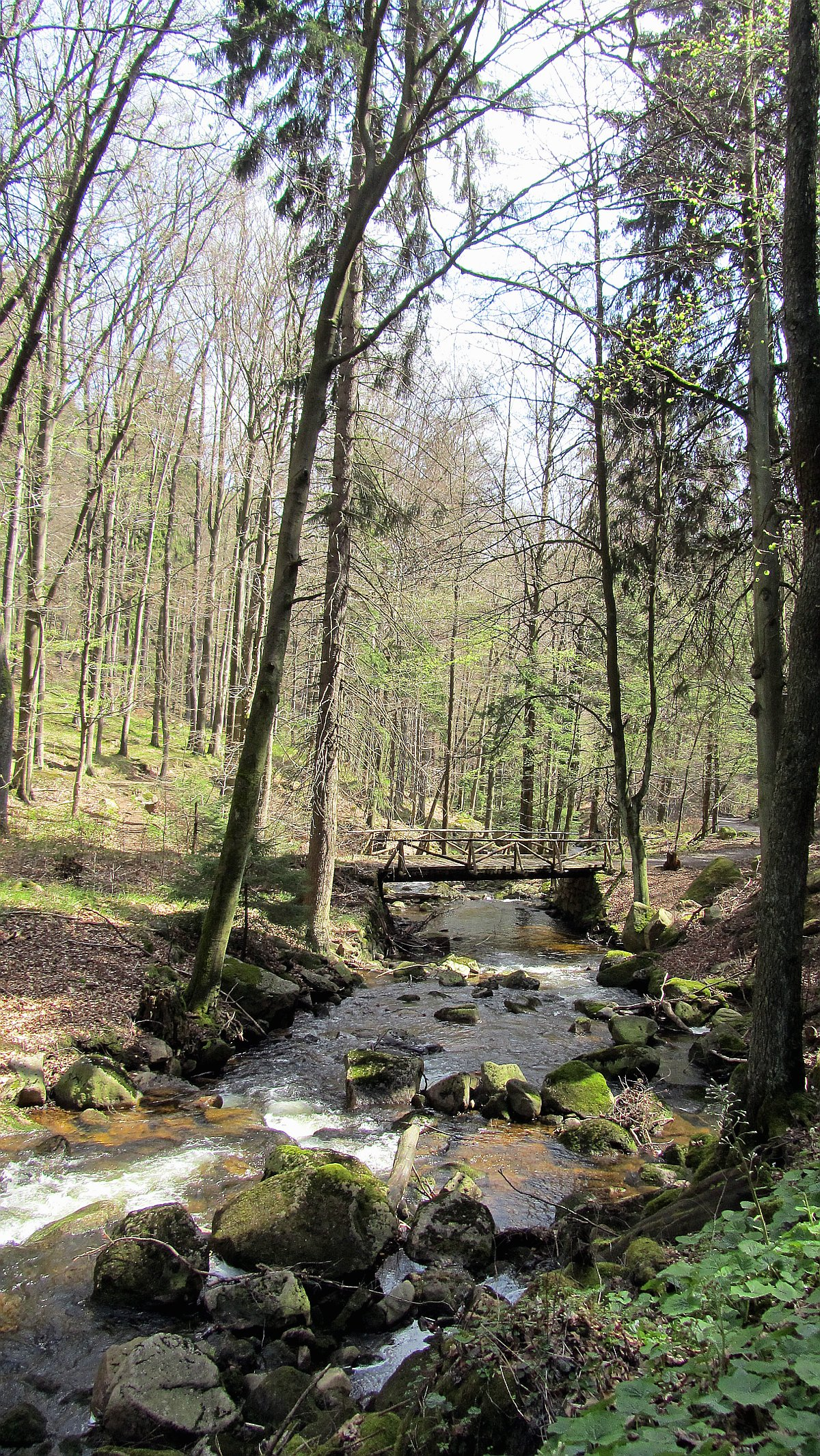
Frühling im Ilsetal (Laubwaldzone auf etwa 350 m Höhe in der submontanen Stufe)

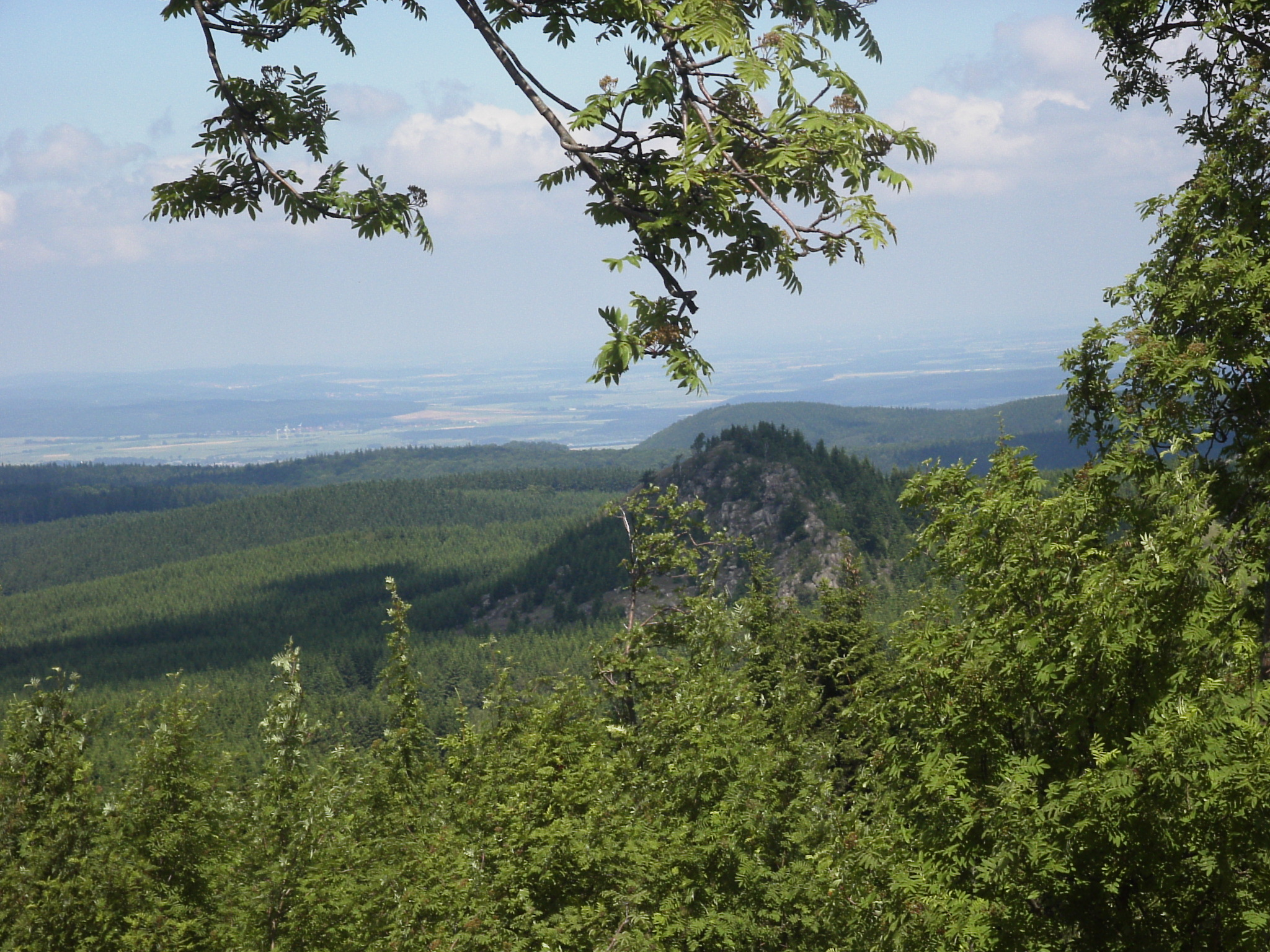
Blick zum Scharfenstein

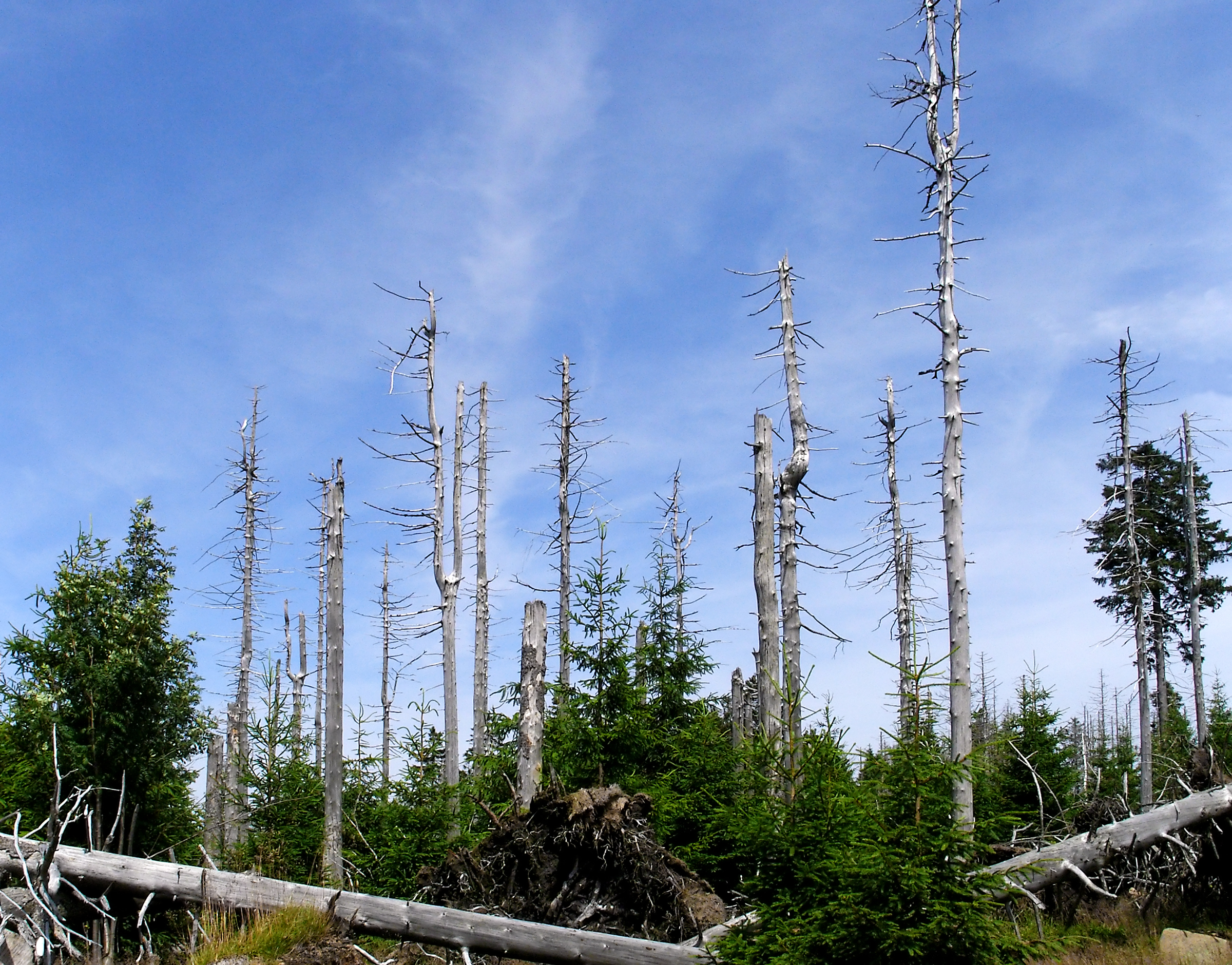
Erneuerung durch Borkenkäfer: Abgestorbene Fichten und nachwachsender Bestand im Nationalpark Harz, Juli 2007

Die natürlichen Wälder des Hochharzes bestehen vorwiegend aus Gemeinen Fichten (Picea abies) und Ebereschen (Sorbus aucuparia), nur unterhalb von 600 m Höhe dominieren Laubbäume den Wald. Da der Harz im 18. Jahrhundert durch den Erzbergbau teilweise entwaldet war, entwickelte der Gräfliche Oberforstmeister Hans Dietrich von Zanthier das Konzept, mit schnellwüchsigen Fichten aufzuforsten. Dadurch entstand die heute weit verbreitete Fichtenmonokultur. Anders als die „Harzfichte“ kommen die aus anderen Regionen stammenden angepflanzten Fichten jedoch weniger gut mit der Schnee- und Eisbelastung im Harz zurecht und reagieren daher auch anfälliger auf Borkenkäferbefall.
Momentan bestehen 82 Prozent der Wälder aus Fichtenbeständen. Nur 12 Prozent der Bäume sind Buchen. Die restlichen 6 Prozent der Bäume sind Arten wie Eiche, Eberesche oder Birken. (Stand Dezember 2007)
Im Nationalpark Harz finden sich verschiedene Höhenstufen der Vegetation. Im subalpinen Bereich über 1050 m befindet sich die „Kampfzone“ der Fichte. Hier sind die Bäume nicht selten über 250 Jahre alt und vom Wind zu bizarren Formen gebogen. Vorwiegend finden sich hier verschiedene Zwergstrauchheiden und Hochmoore.  Zwischen 750 m und 1050 m Höhe befindet man sich in der hochmontanen Vegetationsstufe. Hier dominiert die Fichte. Diese Bereiche lassen sich im Gebiet um Schierke und Torfhaus finden. Erst im montanen Bereich zwischen 450 m und 750 m Höhe sowie der submontanen Vegetationsstufe herrschen Buchenwälder vor. Die heutigen Buchenbestände wachsen auf vorwiegend saurem Boden. Die vorwiegend anzutreffende Waldgesellschaft ist der Hainsimsen-Buchenwald. Normalerweise schließt sich in den Bereichen über 700 m der Fichten-Buchenmischwald an. Doch dieser Bereich ist im Nationalpark bis auf wenige Restbestände zusammengeschrumpft und durch Fichten verdrängt worden. In der Region Ilsenburg geht die Fichtenmonokultur sogar bis auf 230 m Höhe herunter. In diesen Zonen ist die Fichte nicht heimisch, infolge des Klimawandels kam es dort zu vermehrten Schäden durch Borkenkäferbefall. Derzeit nimmt die Nationalparkverwaltung dort Pflanzungen vor, um die hier standortgerechte und ursprünglich dominierende Buche und den Bergahorn wieder anzusiedeln.
Der Harz ist Heimat der Brockenanemone (Pulsatilla alpina subsp. alba), die in Deutschland nur auf der Hochfläche des Brockens wächst. Ihre Bestände waren durch den seit der Wiedervereinigung einsetzenden Massentourismus besonders gefährdet, haben sich jedoch wieder stabilisiert. Der Brockengarten, ein botanischer Garten auf dem Brockengipfel, befasst sich schwerpunktmäßig mit Artenschutz und der Renaturierung der Bergkuppe.
Besonders wertvoll für den Naturschutz sind die Hochmoore – die Renaturierung ehemaliger Moorflächen wurde eingeleitet. Die Voraussetzungen dafür sind günstig, da die Hochmoore im Nationalpark weniger von menschlicher Nutzung belastet sind als die Moore im niedersächsischen Tiefland. Als das Holz im Harz knapp wurde, versuchte man den Torf der Moore zu nutzen. Dies erwies sich aufgrund des niedrigen Heizwertes des Torfes und der Witterungsverhältnisse im Hochharz als unrentabel. Die Moore im Harz haben aufgrund ihrer Ausprägung und Flora eine internationale Bedeutung.

### Fauna

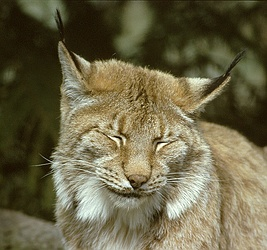
Der Luchs – im Harz seit 2000 wieder ausgewildert

Im Harz lebt heute wieder der Europäische Luchs. Dieser galt seit dem frühen 19. Jahrhundert in dieser Gegend als ausgerottet. Ein letzter Bericht über eine erfolgreiche Luchsjagd im Harz stammt aus dem Jahre 1818. In einer elftägigen Jagd, an der fast 200 Personen teilnahmen, wurde bei Lautenthal ein männlicher Luchs zur Strecke gebracht. An diesen Jagderfolg erinnert noch heute der sogenannte Luchsstein. Das erlegte Exemplar wurde präpariert und in einem Diorama des Naturhistorischen Museums in Braunschweig ausgestellt. 1999 wurde beschlossen, den Luchs wieder anzusiedeln. Zwischen 2000 und 2007 wurden 24 Luchse aus Zoonachzuchten ausgewildert. Vor der Freilassung werden die Tiere in einem großen Eingewöhnungsgehege auf die Freiheit vorbereitet. Zusätzlich gibt es bei der Nationalpark-Waldgaststätte Rabenklippe ein Schaugehege, in dem die scheuen Katzen auch von den Nationalparkbesuchern beobachtet werden können. Seit 2002 gibt es zahlreiche Nachweise von in freier Natur geborenen Jungtieren. Einige Luchse erhielten einen GPS-Sender. So kann man genauere Informationen über das Streifgebiet der Tiere erhalten.
Ein weiteres Auswilderungsprojekt galt dem Auerhuhn, das zwischen 1920 und 1930 im Harz ausstarb. Die Auswilderung begann 1978. Es wurden im Laufe der Zeit etwa 1000 Tiere aufgezogen und ausgewildert. Trotz noch vorhandener Tiere wird der Bestand als nicht gesichert eingeschätzt. Wegen mangelnder Erfolgsaussichten wurde das Projekt 2003 eingestellt.
Nachdem im Harz in der Mitte des 18. Jahrhunderts der Wolf ausgerottet wurde, leben im Harz wieder mehrere Wolfsrudel.
Die Wildkatze besitzt heute im Harz eines ihrer bedeutendsten deutschen Vorkommen. Sie ist in der Bundesrepublik Deutschland als stark gefährdet eingestuft. Es ist davon auszugehen, dass die Wildkatze im Harz über eine stabile Population verfügt. Sie ist im gesamten Gebiet verbreitet und bevorzugt die wärmeren, strukturreicheren und besser mit Nährstoffen versorgten Standorte (tiefere Laubwaldregionen mit größerem Nahrungsangebot).
Rothirsche, Rehe und Wildschweine sind häufige Tierarten im Nationalpark Harz.
Als Neozoen kommen häufig der Waschbär oder vereinzelt der Marderhund vor. Auch der Europäische Mufflon, welcher in den 1930er Jahren in verschiedenen Revieren des Harzes aus jagdlichen Gründen angesiedelt wurde, kommt im Nationalpark vor.

### Ökologische Probleme

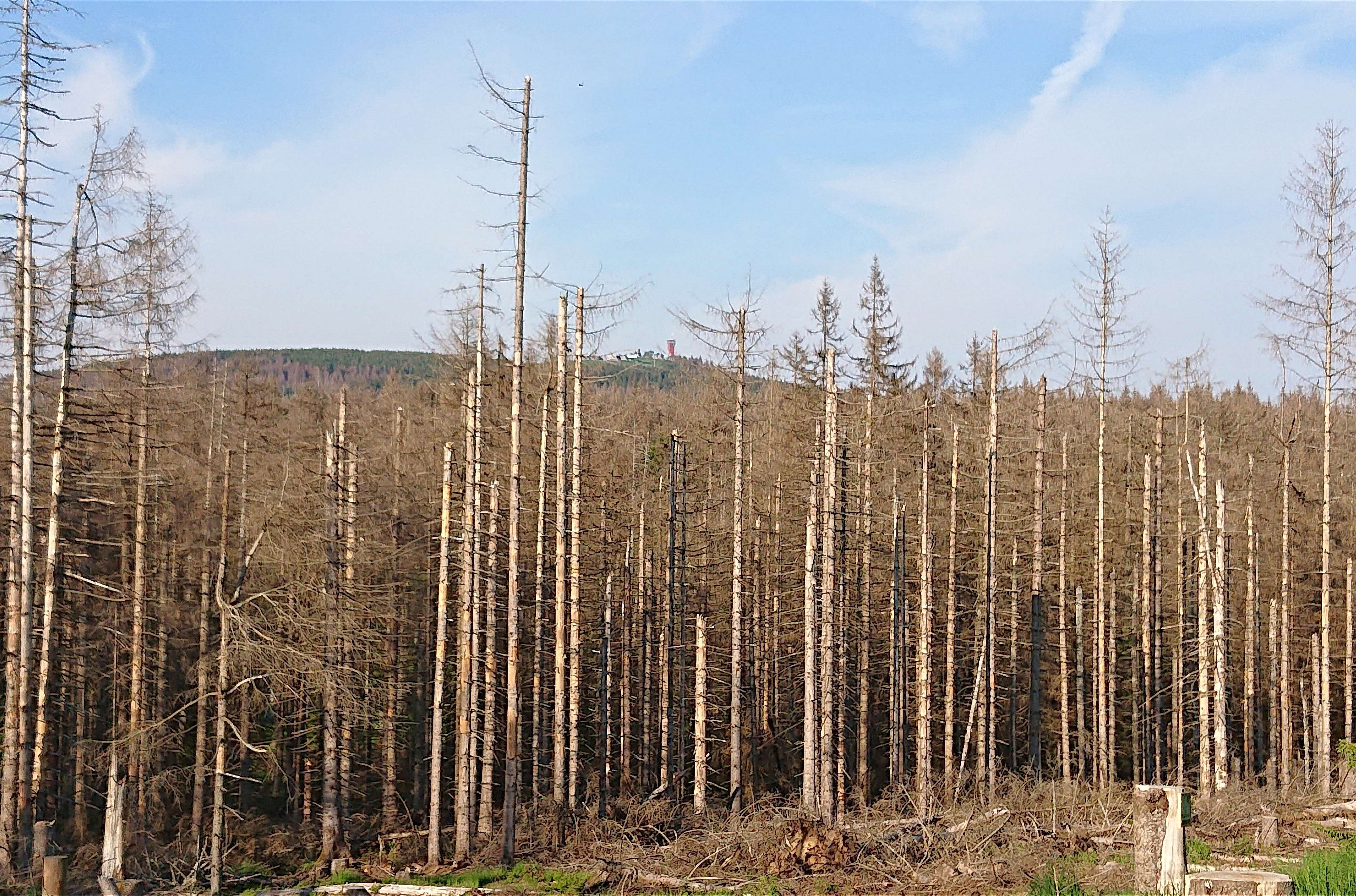
Vom Borkenkäfer zerstörte Bäume mit Blick vom Königskrug zum Wurmberg

Im Harz gibt es Massenvermehrungen von Borkenkäfern, die zu großflächigen Absterben von Fichtenbeständen geführt haben. Des Weiteren richtete 2007 der Orkan Kyrill in der Region schwere Schäden an. Durch die anschließend notwendigen Borkenkäfer-Bekämpfungsmaßnahmen geriet die Verwaltung des Nationalparks in angrenzenden Gemeinden in die Kritik. Besonders die Nationalparkgemeinde Ilsenburg (Harz) kritisierte den Technikeinsatz (z. B. Harvester). Andererseits sieht der pensionierte Leiter des Nationalparks Wolf-Eberhard Barth die Ursache für die großflächige Waldzerstörung in der ab etwa 2005 eingestellten großflächigen Borkenkäferbekämpfung.
In der sogenannten Naturentwicklungszone des Nationalparks Harz, welche die Kernzone umgibt, wird der Borkenkäfer dort wo nötig bekämpft und es werden örtlich auch Pflanzungen durchgeführt, um die natürliche Waldentwicklung zu fördern. Zum Schutz dieser Buchen- und Eichenpflanzungen ist auch ein nationalparkgerechtes Wildtiermanagement erforderlich. Vorwürfe, es hätte Privat- oder Staatsjagden im Nationalpark gegeben, stellten sich als haltlos heraus.

## Tourismus

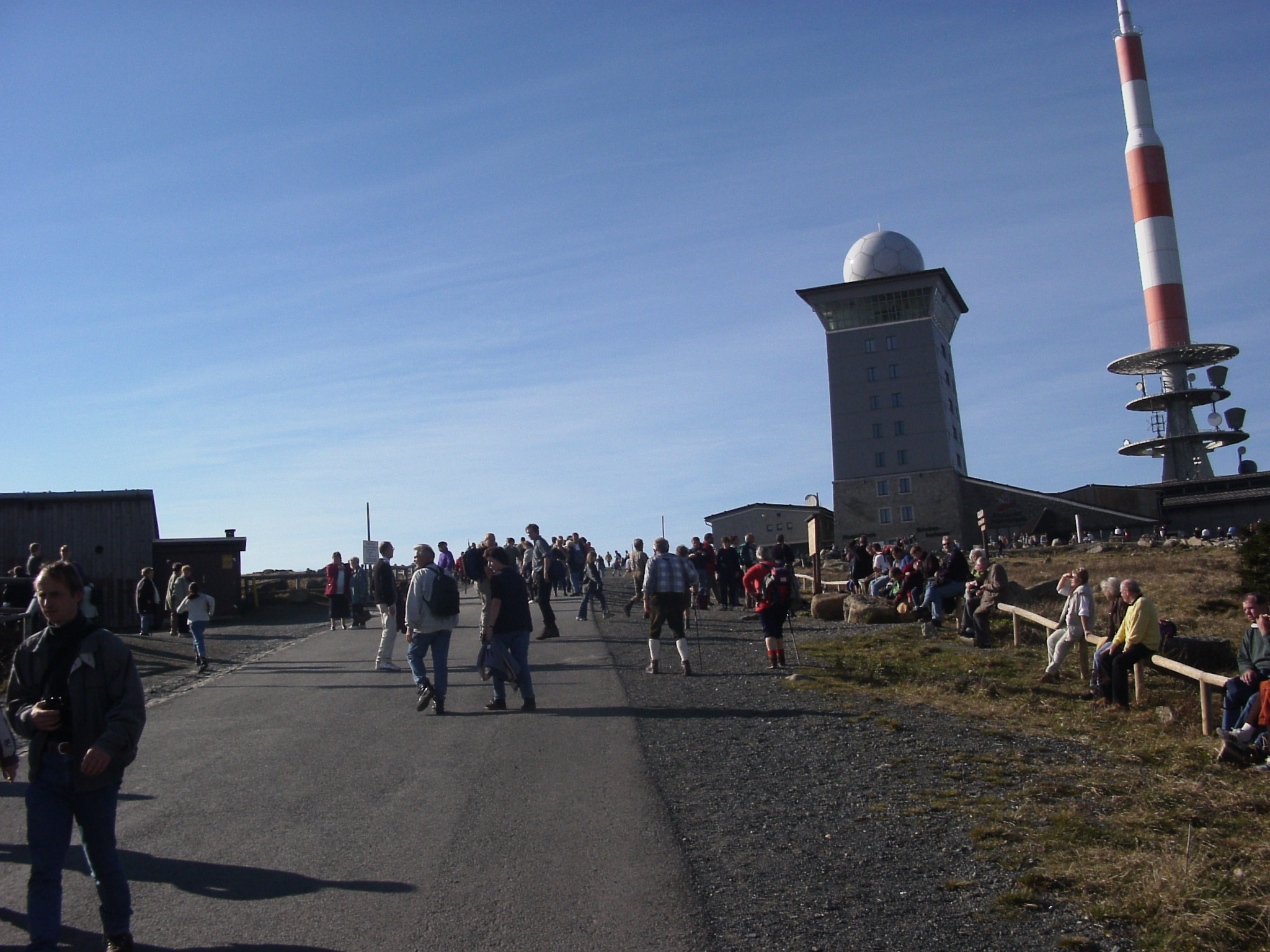
Besucher des Brockens

Der Nationalpark ist im Harz ein wichtiger touristischer Faktor. Der Brocken, der lange unzugänglich war, ist die Hauptattraktion des Großschutzgebietes. Jährlich werden dort ungefähr 1,75 Millionen Besucher gezählt. Für den gesamten Nationalpark lässt sich eine Besucherzahl von ca. 4 Millionen Menschen im Jahr abschätzen. Genauere Zahlen sind nicht erfasst worden. Die Nationalparkregion mit ihren angrenzenden Städten und Gemeinden weist jährlich etwa neun Millionen Besucher auf.
Der Harzer Tourismusverband (HTV) – bis 2010 Harzer Verkehrsverband (HVV) verantwortet als touristische Dachorganisation, länderübergreifend das Destinationsmanagement und Marketing im gesamten Harz.

### Sehenswürdigkeiten

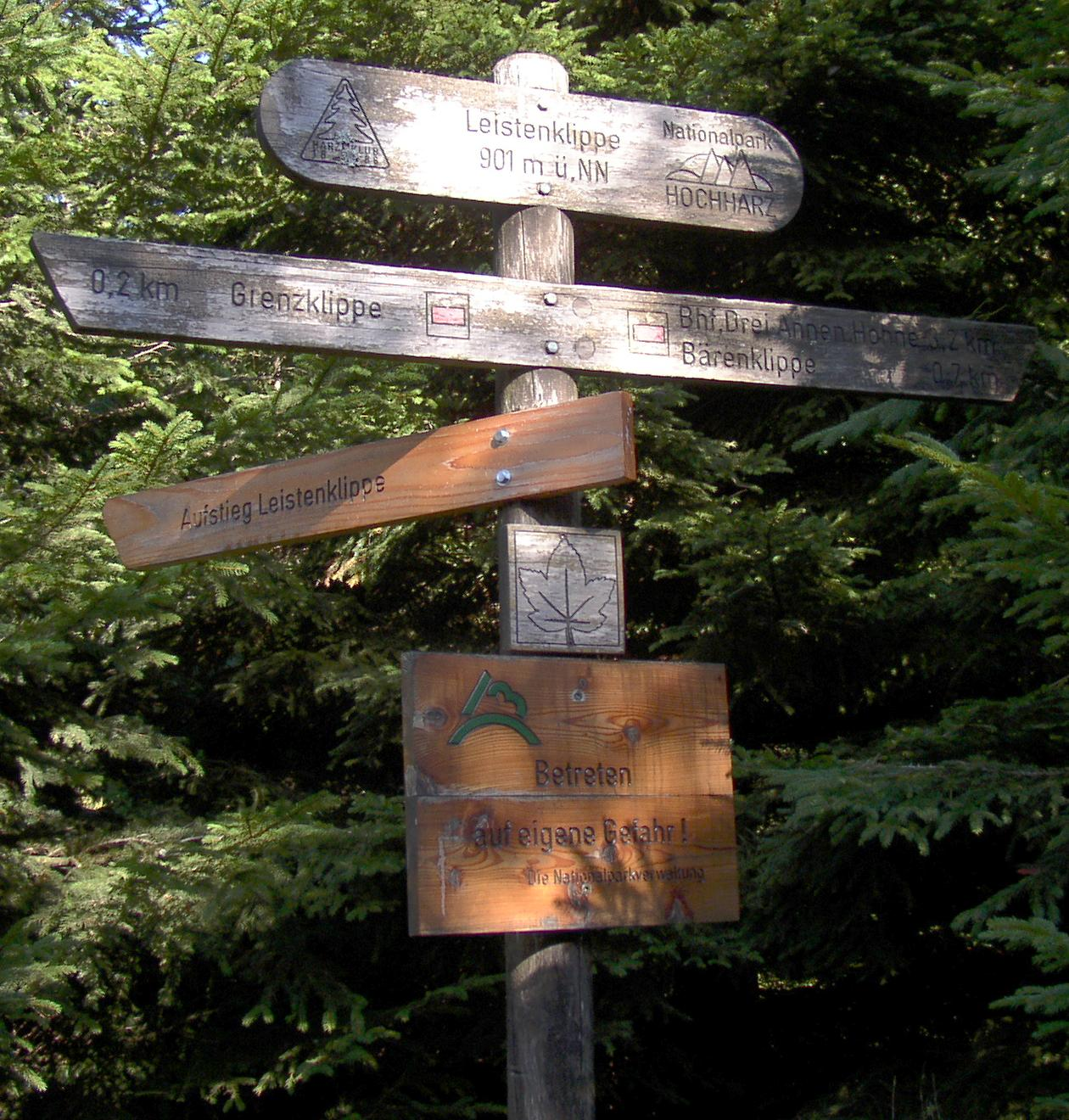
Wegweiser nahe der Leistenklippe

Die Region bietet viele Sehenswürdigkeiten. Hauptziel der meisten Besucher ist der Brocken. Hier gibt es die Möglichkeit, die Geschichte des Brockens in der ehemaligen „Stasimoschee“, dem heutigen Brockenhaus, aktiv zu erleben. Der Park bietet in seinen Nationalparkhäusern umfangreiche Ausstellungen zu verschiedenen Themen. Beispielsweise wird in Sankt Andreasberg auf Bergbau und Geologie oder im Haus der Natur in Bad Harzburg speziell auf den Lebensraum Wald eingegangen.
Daneben sind gerade die natürlichen Besonderheiten sehenswert. Sehr beliebt bei den Besuchern sind neben dem Brocken die Wolfswarte bei Torfhaus oder der Hohnekamm mit den Leistenklippen. Beliebte Wanderungen sind, neben der Brockentour, die Touren rund um Lonau, den Oderteich oder entlang des Rehberger Grabens im Westteil des Parkes. Im Ostteil machen viele Besucher Wanderungen zum Hohnekamm oder durch das Ilsetal zur Eckertalsperre. Im Südteil des Oderteichs und im Silberteich darf sogar gebadet werden.

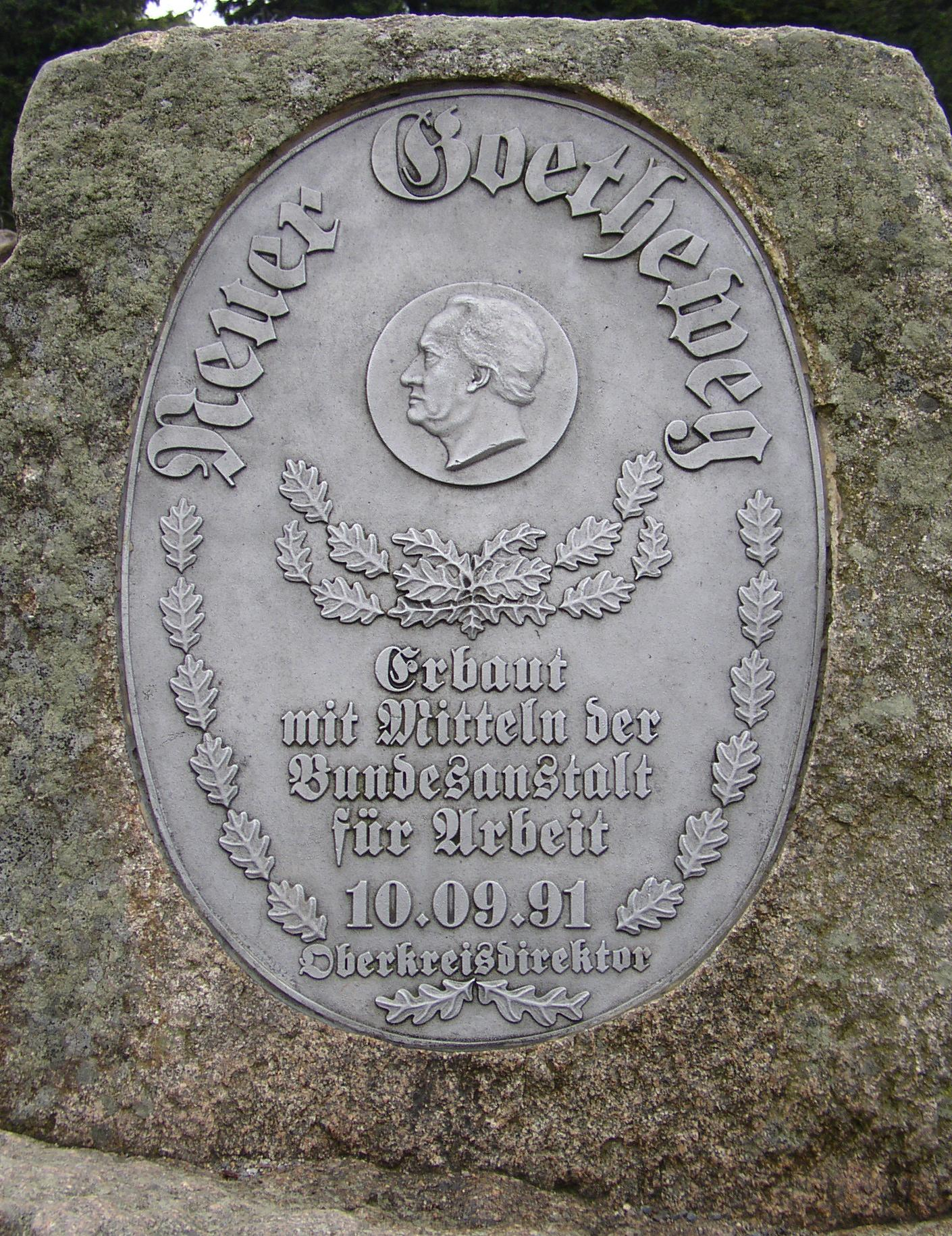
Neuer Goetheweg
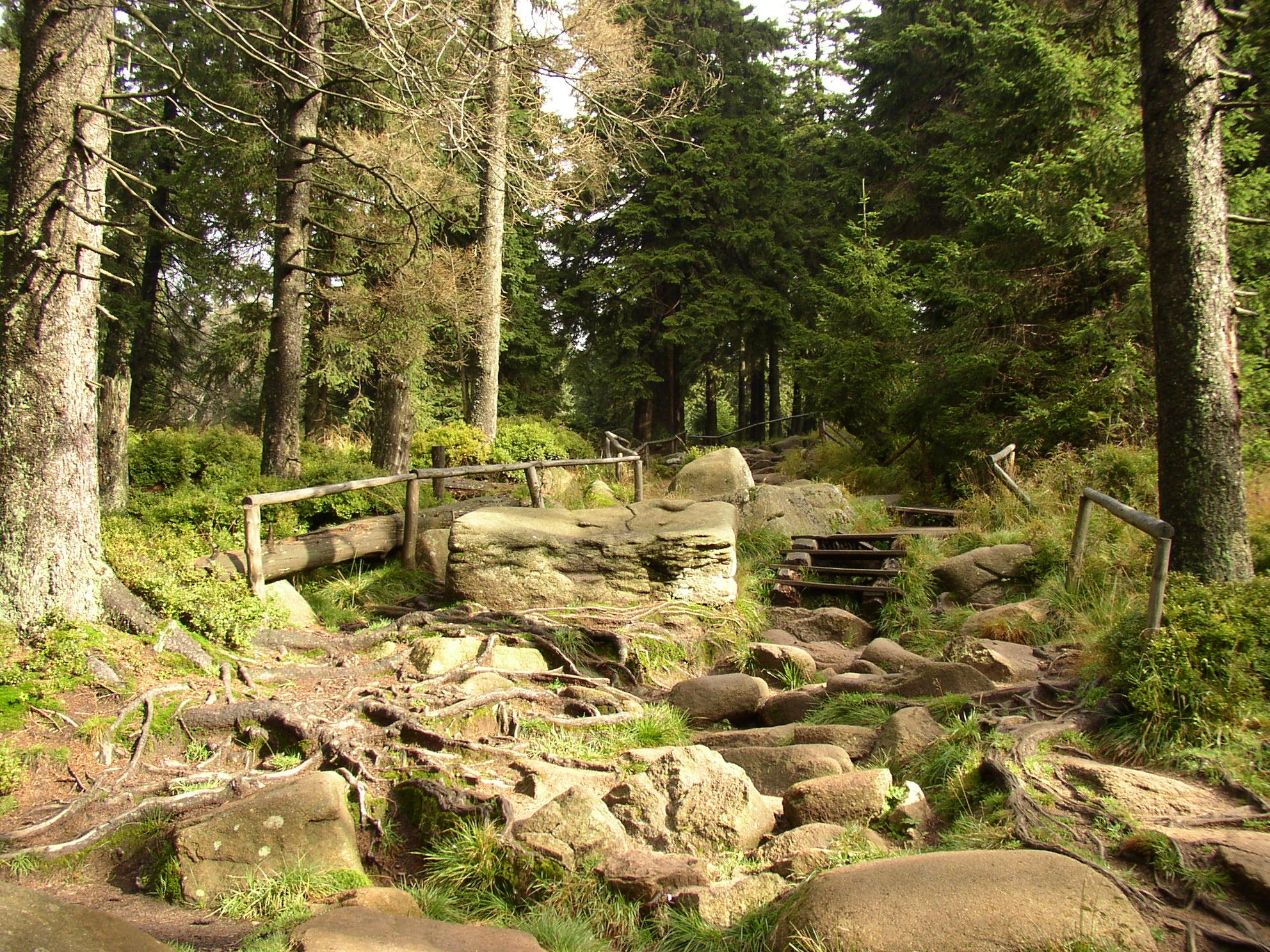
Eckerlochstieg
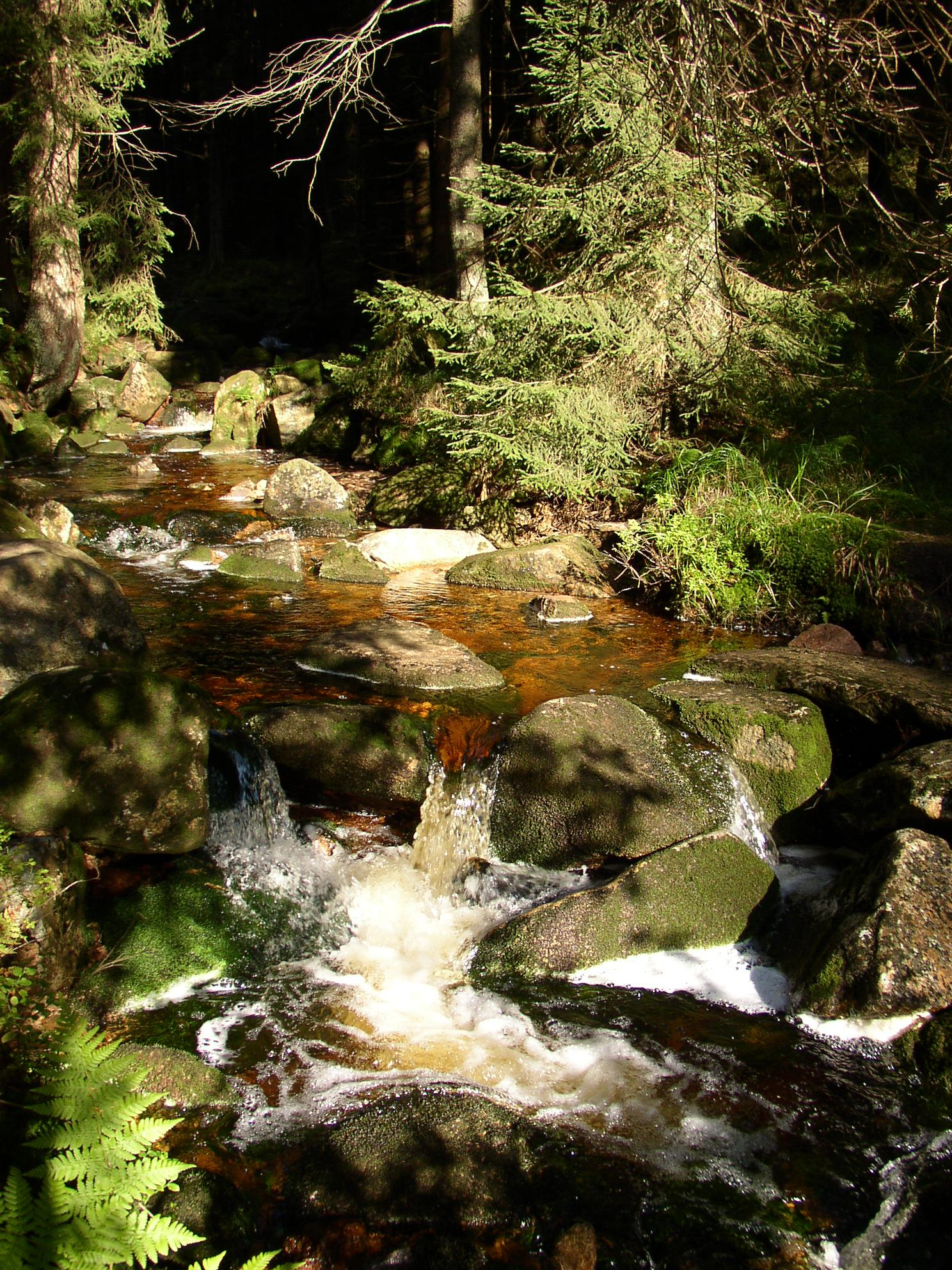
Schwarze Schluftwasser
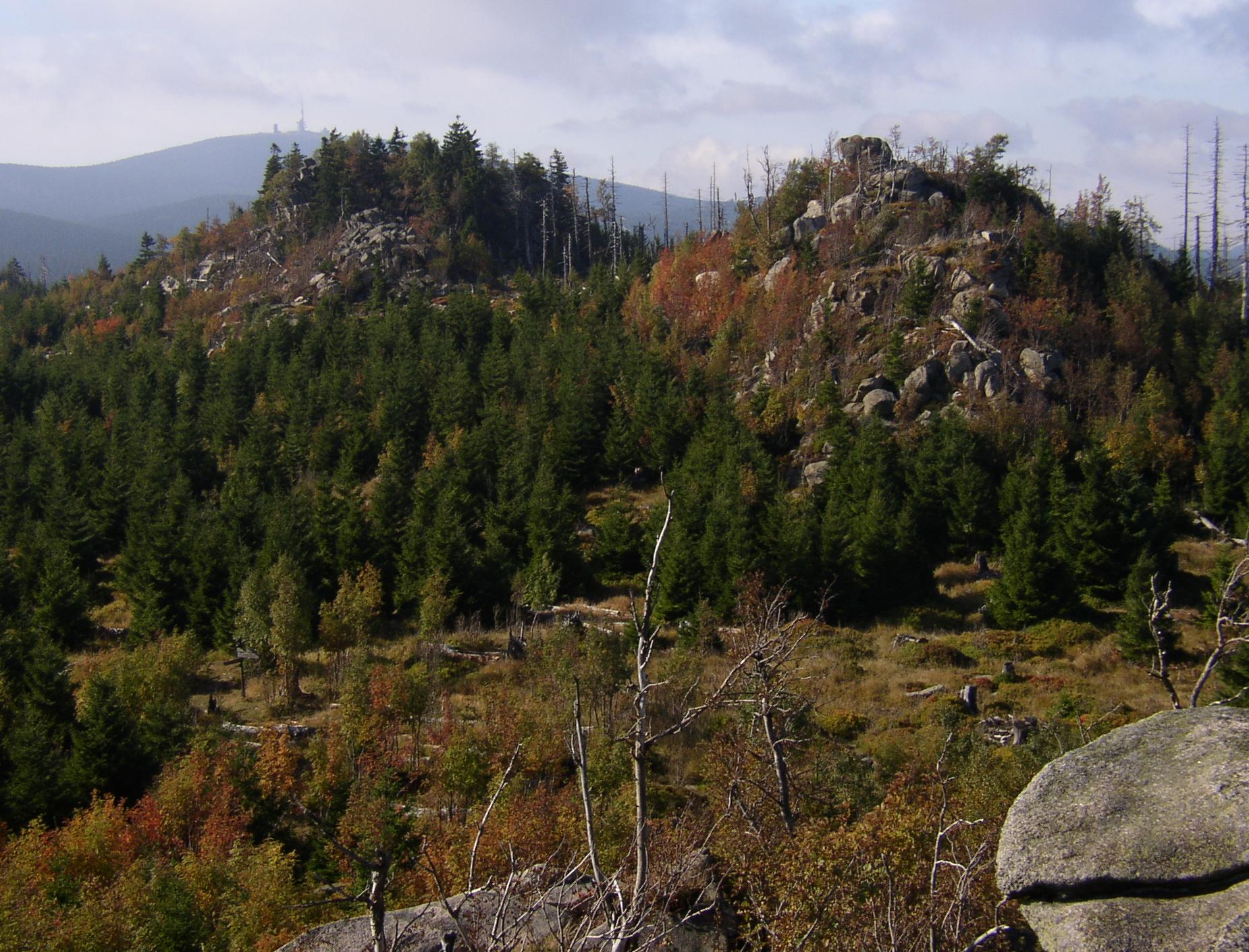
Blick von der Leistenklippe auf Grenzklippe und Brocken
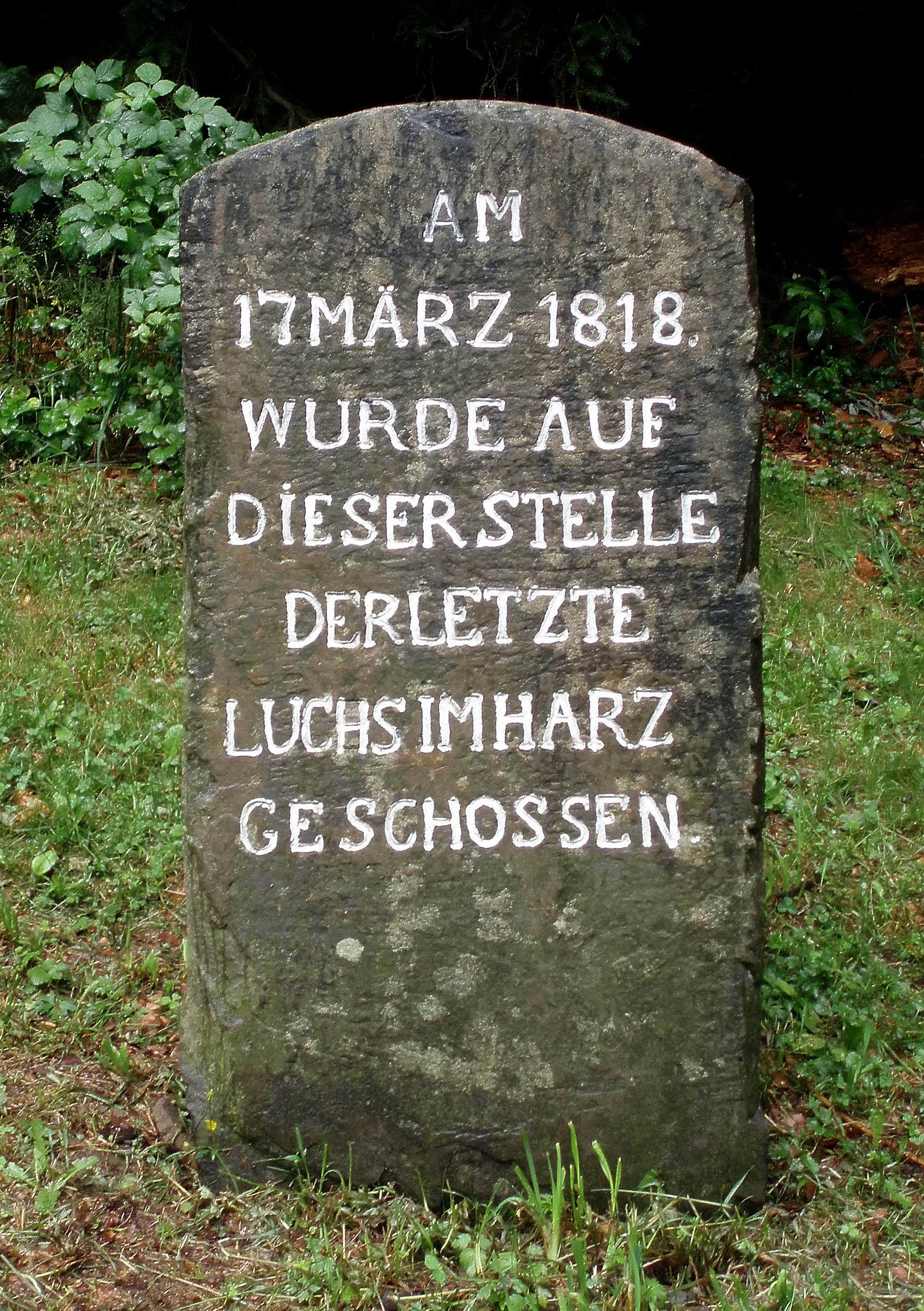
Luchsstein von 1818

### Verkehrsanbindung
Der Nationalpark kann ganzjährig besucht werden. Von Norden ist er über die Bundesautobahnen 36 und 369 sowie die Bundesstraßen 6 und 4 zu erreichen. Von Süden ist der Park über die Bundesautobahn 38 (Südharzautobahn) sowie die Bundesstraßen 242 und 27 erreichbar. In Drei Annen Hohne, Schierke und Torfhaus befinden sich große Parkplätze, die als Startpunkte für diverse Wanderrouten geeignet sind. Des Weiteren ist der Nationalpark mit der Brockenbahn zu erreichen. Die Bahnhöfe Drei Annen Hohne, Schierke und Brocken befinden sich direkt am oder im Nationalpark. Mit der Bahn gelangt man auch über die Haltepunkte Wernigerode, Bad Harzburg, Ilsenburg (Harz) und Herzberg am Harz in den Park.

### Informationseinrichtungen
Die Nationalparkverwaltung unterhält fünf Nationalparkhäuser. Sie befinden sich in Altenau-Torfhaus, Drei Annen Hohne, Ilsenburg (Harz), Sankt Andreasberg (Samsoner Erzwäsche) und Schierke.
Weitere Nationalparkeinrichtungen sind das Brockenhaus und das Haus der Natur in Bad Harzburg.

### Nationalpark-Gemeinden
Innerhalb des Nationalparks Harz oder in seiner unmittelbar angrenzenden Umgebung befinden sich die folgenden Städte und Gemeinden (in alphabetischer Reihenfolge): Altenau, Braunlage, Bad Harzburg, die Herzberger Ortsteile Lonau und Sieber, Ilsenburg (Harz), der Osteröder Ortsteil Riefensbeek-Kamschlacken und der Wernigeröder Ortsteil Schierke.

## Filmografie
- Deutschlands wilde Tiere – In den Nationalparks Harz und Hochharz, Dokumentarfilm, 45 Min., Deutschland, 1998, von Ina Knobloch und Manfred Praxl
- Der Harz – Dunkler Wald und lichte Höhen, Dokumentarfilm, 45 Min., NDR, Deutschland 2005, von Uwe Anders[25]